# Taktfahrplan

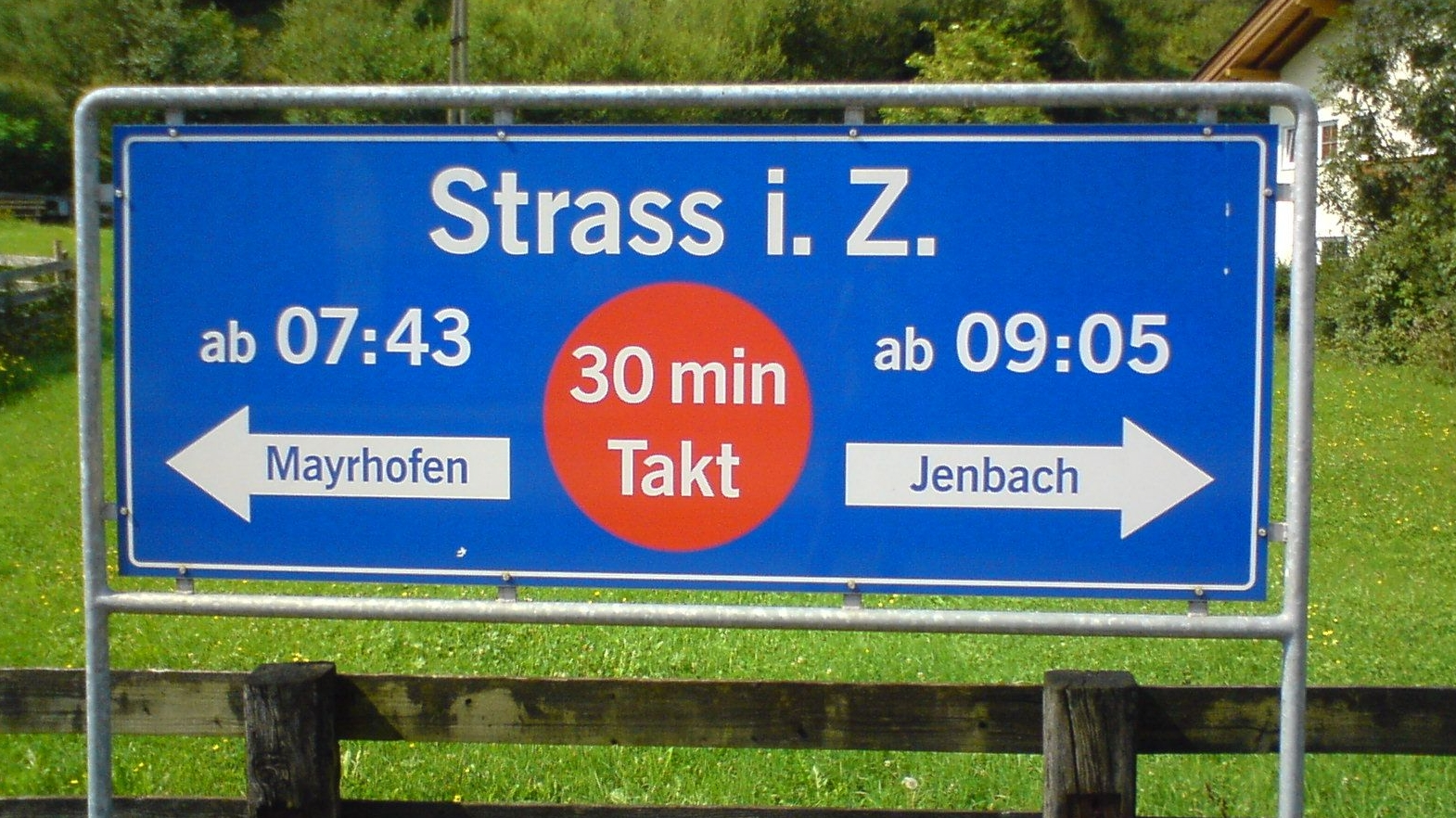
Taktfahrplan der Zillertalbahn im Bahnhof Strass im Zillertal

Ein Taktfahrplan, seltener auch Taktsystem oder Taktbetrieb, ist ein Fahrplan, bei dem Linien des öffentlichen Personenverkehrs in regelmäßigen, sich periodisch wiederholenden Abständen betrieben werden. Die Zahl der Abfahrten in einem bestimmten Zeitraum ist die Taktfrequenz beziehungsweise der Fahrplanrhythmus, das Zeitintervall zwischen zwei Abfahrten ist die Taktzeit oder das Taktintervall. Beides wird auch als Taktung, Taktfolge oder Fahrplantakt bezeichnet. Wird die Taktzeit verringert, erhöht sich die Taktfrequenz. Stellt man eine Verkehrslinie nachträglich auf einen Taktfahrplan um, spricht man auch von einer Vertaktung.
Eine Sonderform des Taktfahrplans ist der Intervallfahrplan, bei dem nur ein Abfahrtsintervall aber keine konkreten Abfahrtszeiten genannt werden. 

## Allgemeines

Abfahrtsplan der Zürcher Tramlinie 3 zu Zeiten des Siebeneinhalb-Minuten-Takts. Um in der Kommunikation mit dem Fahrgast halbe Abfahrtsminuten zu vermeiden, ist jedoch jede zweite Angabe um 30 Sekunden abgerundet.

Im dichten Stadtverkehr sind vor allem Taktfrequenzen üblich, bei denen sich die Abfahrtsminute alle 60 Minuten wiederholt (Zahlen deren Vielfaches 60 ist) und die somit regelmäßig wiederkehrende Anschlüsse zwischen Linien mit unterschiedlichem Takt ermöglichen. Typische Abstände im Nahverkehr sind daher eineinhalb, zwei, zweieinhalb, drei, vier, fünf, sechs, siebeneinhalb, zehn, zwölf, fünfzehn, zwanzig oder dreißig Minuten. Im Schienenpersonenfernverkehr hingegen sind, neben dem klassischen Stundentakt, auch Zwei- und Vier-Stunden-Takte anzutreffen. Bei Nachtzügen, die in der Regel nur einmal täglich oder noch seltener fahren, wird hingegen nicht von einem Taktverkehr gesprochen.
In der Praxis wird der häufig anzutreffende Siebeneinhalb-Minuten-Takt (auch 7,5-Minuten-Takt oder 7 1⁄2-Minuten-Takt geschrieben; vergleiche auch Achtelstunde) jedoch meist als Sieben-Acht-Minuten-Takt gefahren, um halbe Abfahrtsminuten zu vermeiden. Anders ist es im Schweizer Nahverkehr; dort wird ein exakter Siebeneinhalb-Minuten-Takt gefahren. Allerdings werden hierbei im offiziellen Fahrplan, das heißt bei den Zeiten die gegenüber den Fahrgästen kommuniziert werden, die halben auf ganze Abfahrtsminuten abgerundet.
Sonderfälle sind beispielsweise der in manchen Nachtverkehren übliche 71-Minuten-Takt, der an einer zentralen Abfahrtsstelle leicht merkbare Abfahrtszeiten um 0:00 Uhr, 1:11 Uhr, 2:22 Uhr, 3:33 Uhr, 4:44 Uhr und 5:55 Uhr ermöglicht, der 28-Minuten-Takt der Tranvia di Opicina, der 24-Minuten-Takt bei der Gornergratbahn sowie bei den Stadtbuslinien 7 und 8 in Bremerhaven  oder der frühere 50-Minuten-Takt bei der Stubaitalbahn. Ein 3-3-4-Minuten-Takt, der zum Beispiel bei der U-Bahn Nürnberg zur Anwendung kommt, oder ein 7-7-6-Minuten-Takt der Linie 29 der Straßenbahn München in den 1970er-Jahren hat ein sich alle 10 bzw. alle 20 Minuten wiederholendes Schema.
Das Gegenteil eines sauberen Taktfahrplans ist der sogenannte alternierende Takt, Hinketakt, Holpertakt, Humpeltakt, Stolpertakt, Stottertakt oder krummer Takt. Ein Beispiel hierfür ist der 20/40-Minuten-Rhythmus der S-Bahn Nürnberg in den Nebenverkehrszeiten.
Taktfahrpläne wurden vor allem im Stadtverkehr und bei Bergbahnen schon lange angewandt, da sich dabei optimale Umlaufzeiten ergeben. Die Fahrpläne entstehen durch das Zusammenfassen der Fahrten auf einer gemeinsamen Wegstrecke zu Linien, auf denen dann der sich leicht merkbare Taktfahrplan gilt. Das gilt auch vice versa.
Im öffentlichen Personennahverkehr (ÖPNV) wird oft ein unterschiedlicher Takt in verschiedenen Verkehrszeiten (Volllast-, Normallast-, Schwachlast- und Spätverkehrszeit) angeboten. Dieser beruht vielmals auf einem Grundtakt und kann durch zusätzliche Fahrten (Zwischen- oder Verstärkertakt) verdichtet werden. Während die Schwachlastzeit in den Randstunden die Minimalversorgung sicherstellt, kommt die Normallast tagsüber zur Anwendung, in den Hauptverkehrszeiten werden die Fahrten zur Volllast verdichtet. Ein gleichbleibender Takt wirkt sich in den Hauptverkehrszeiten nachteilig aus, wenn die Fahrzeugkapazität begrenzt ist. Dem kann durch zwischengetaktete Einsatzumläufe abgeholfen werden oder durch eine Erhöhung der Platzkapazität der Fahrzeuge (Einsatz von Doppelzügen, Flügelung, Busanhänger, Gelenkbusse etc.).
Die Umlaufzeit eines Taktfahrplans, die sich aus der Reisezeit (Fahrzeit plus Haltezeiten) sowie der Zeit für den Fahrtrichtungswechsel zusammensetzt, muss einem ganzzahligen Vielfachen der Taktzeit entsprechen. Dieses Vielfache gibt gleichzeitig die Zahl der mindestens benötigten Fahrzeuge für diese Taktzeit an.

## Geschichte

### Frühe Taktfahrpläne
Bereits das erste öffentliche Nahverkehrsmittel der Welt, das Pferdeomnibus-System Carrosses à cinq sols in Paris, sollte von der Konzession her in einem heute so bezeichneten Taktfahrplan verkehren. Das System existierte zwar laut der Historie von 1662 bis 1682 und sollte gemäß Konzession aus fünf Linien bestehen, die in den Hauptverkehrszeiten jeweils alle siebeneinhalb Minuten fahren sollten: Die sogenannte Achtelstunde war seinerzeit eine gängige Zeitangabe. Dass das System in diesem beschriebenen Fahrplan überhaupt, und wenn, dann nur wenige Jahre existierte, lag an dem mangelnden Verkehrsbedarf, einem für die damaligen Verhältnisse völlig überzogenen Angebot, dessen Nutzung durch die Pariser Stadtvertreter noch vor seiner Einführung erheblich eingeschränkt worden war und schließlich wirtschaftlich nach einer Eröffnungseuphorie bereits wenige Monate nach dessen Einführung so nicht zu betreiben war. Das System selbst entwickelte der Mathematiker Blaise Pascal auf der Basis rein mathematischer Überlegungen, die in der Praxis letztlich am nicht vorhandenen Verkehrsbedürfnis, was Pascal auch nicht berücksichtigte, scheiterten.
In der zweiten Hälfte des 19. Jahrhunderts fand das Prinzip eines getakteten Fahrplanes, damals mit unterschiedlichen Begriffen bezeichnet, am bekanntesten wurde der des starren Fahrplanes, zunächst bei städtischen Pferdebahnen und später auch bei elektrischen Straßenbahnen breite Verwendung. Nur so ließen sich auf den damals noch meist eingleisigen Strecken die in gleichmäßigen Abständen vorhandenen Ausweichen optimal ausnutzen. Rhythmische beziehungsweise Wechselstarre Fahrpläne sind ebenfalls Bezeichnungen, die das im Verlauf des Tages wechselnde Verkehrsaufkommen und die Anpassungen im Fahrplan begrifflich fassen sollten.
Auch Eisenbahnen im Großstadtbereich, zum Beispiel die 1863 eröffnete Metropolitan Railway und die 1882 eröffnete Berliner Stadt- und Ringbahn fuhren bereits mit festen Taktabständen. Ebenso die Albtalbahn, welche schon 1898 zwischen Karlsruhe und Ettlingen im 30-Minuten-Takt und zwischen Karlsruhe und Rüppurr sogar im Zehn-Minuten-Takt fuhr, oder die Rheinuferbahn, die ab 1906 mit Schnell- und Personenzügen jeweils im Stundentakt Köln und Bonn miteinander verband. Gleiches galt für bestimmte Strecken mit starkem Ausflugsverkehr. So verkehrte bereits vor dem Ersten Weltkrieg die Isartalbahn ab 1900 alle 15 Minuten und die Königsseebahn ab 1909 alle 20 Minuten. In der Zwischenkriegszeit folgten der Ruhrschnellverkehr (RSV) ab 1932 und der Stuttgarter Vorortverkehr ab 1933 diesem Konzept. Ab 1936 galt zudem sonntags ein 20-Minuten-Takt zwischen Rostock und dem Seebad Warnemünde. Ebenso fuhr die Schleizer Kleinbahn auf ihrer Teilstrecke zur Sperrmauer Gräfenwarth schon in den 1930er Jahren alle 20 Minuten.
Bereits 1940 erarbeitete John Frederick Pownall einen Integralen Taktfahrplan für Südengland: Dabei unterteilte er das Nebenstreckennetz in 80 Kilometer lange Abschnitte mit Kantenzeiten der Schnellzüge von je 50 Minuten (ohne Zwischenhalt) und der Regionalzüge von je eine Stunde 45 Minuten; die von London ausgehenden Hauptstrecken ließ der Vorschlag bewusst unberücksichtigt. Pownall sah auch die Errichtung kurzer Neubaustrecken vor, wenn dies zur Erreichung dieser generell festgelegten Kantenzeiten zwischen zwei Taktknoten erforderlich war. In den Knotenbahnhöfen sollten die Bahnsteige so angeordnet werden, dass die Schnellzüge hintereinander auf beiden Seiten eines breiten Mittelbahnsteigs zehn Minuten halten und die Regionalzüge an Zungenbahnsteigen inmitten der Schnellzüge enden bzw. beginnen.

### Schweiz
Nachdem bereits am 26. Mai 1963 (formal genehmigt erst zum 31. Mai 1964) die privaten Vereinigten Bern–Worb-Bahnen (VBW) auf der Bahnstrecke Worb Dorf–Worblaufen den schweizweit ersten ganztägigen Taktfahrplan auf einer Eisenbahnstrecke einführten, folgte 1968 auch die Staatsbahn SBB mit einem erfolgreichen starren Halbstundentakt auf der Rechtsufrigen Zürichseebahn. Zum 26. Mai 1974 wurde der Taktfahrplan der VBW auch auf die benachbarten Strecken Zollikofen–Bern und Solothurn–Worblaufen ausgedehnt. Unter der Bezeichnung Plan 74 entstand damals der erste integrale Taktfahrplan in der Schweiz.

SBB-Plakat „Wir fahren mit Takt“ von 1982

In der Schweiz wurde im Mai 1982 ein flächendeckender integraler Taktfahrplan nach der Idee der Projektgruppe „Spinnerclub“ um Samuel Stähli eingeführt, der – bis auf wenige Ausflugsbahnen und Nebenlinien – auf allen Bahnlinien und auch Postautolinien (Überlandbuslinien) zur Anwendung kam. Der Grundtakt war ein Zug je Stunde. „Wir fahren mit Takt – Ihre SBB“ lautete einstmals der Werbeslogan der SBB. Zum großen Fahrplanwechsel erschien ein Tonträger mit Liedern und Instrumentalmelodien zum Taktfahrplan. Darauf waren u. a. Nöggi, Edi Bär und Beny Rehmann zu hören. Dieses System wurde alle zwei Jahre verbessert. Die Entwicklung endete vorerst mit dem 1985 vorgestellten und Ende 1987 beschlossenen Programm Bahn 2000 der Schweizerischen Bundesbahnen (SBB), das eine Verknüpfung aller Zentren des schweizerischen Mittellandes im Schnellzugverkehr im Stundentakt vorsah.

### Deutschland

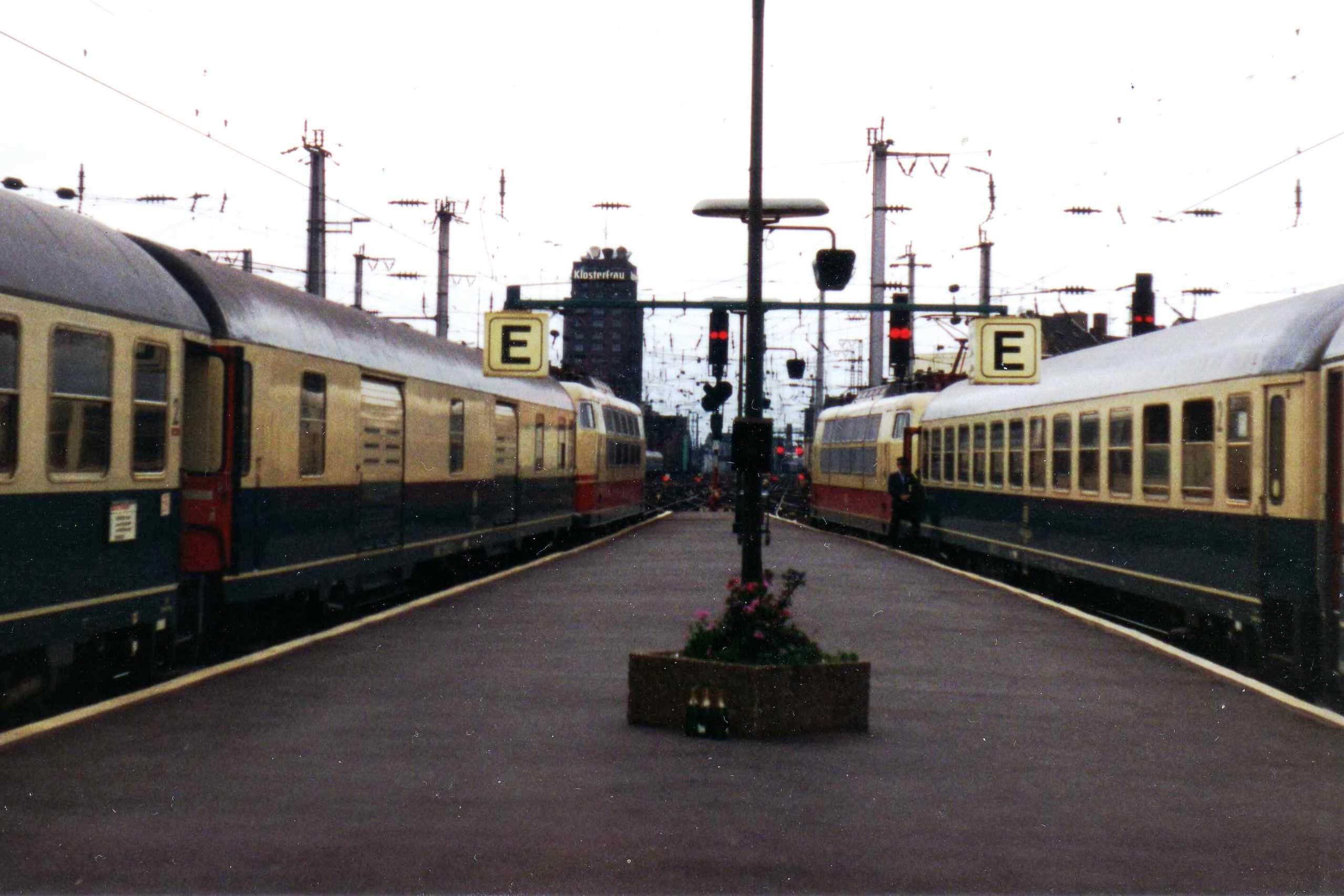
Bahnsteiggleicher Anschluss im deutschen InterCity-Netz, hier 1980 in Köln

1949 schlug August Roesener für das Netz der Deutschen Bundesbahn einen starren Fahrplan, mithin einen Taktfahrplan für den Fernverkehr, vor. Im Endzustand sollte ein Vier-Stunden-Abstand für Eilzugläufe im Netz entstehen, die mit möglichst günstigen Umsteigemöglichkeiten an zahlreichen Knoten miteinander verknüpft werden sollten. Für diese Abstände verwendete Roesener den Begriff Takt, womit erstmals der Begriff Taktfahrplan für den deutschsprachigen Raum nachweisbar ist.
Letztlich führte die Deutsche Bundesbahn neue Taktfahrpläne zunächst nur punktuell und nur im Umfeld von Großstädten ein. So zum Beispiel einen Stundentakt auf der von Wuppertal ausgehenden Burgholzbahn ab dem Sommerfahrplan 1950, ebenso wie auf der Bahnstrecke Düsseldorf-Derendorf–Dortmund Süd zwischen Gevelsberg-Nord und Wuppertal-Vohwinkel. Zum Sommerfahrplan 1954 folgte schließlich ein Halbstundentakt mit Nahschnellverkehrszügen auf den Strecken Frankfurt (Main)–Bad Homburg und Frankfurt (Main)–Kronberg (Taunus). Die private Bayerische Zugspitzbahn wiederum fuhr ab 1958 im Stundentakt. 
Im Fernverkehr der Bundesrepublik Deutschland begann das Zeitalter des Taktfahrplans erst mit dem Intercity-Netz von 1971, in das auch fast alle international verkehrenden Trans-Europ-Express-Züge (TEE) integriert waren. Zunächst wurde hierbei nur alle zwei Stunden und mit reinen Erste-Klasse-Zügen gefahren, bevor das Angebot 1979 unter dem Slogan „Jede Stunde, jede Klasse“ und Werbebotschaften wie „nur die Straßenbahn fährt öfter“ zu einem Stundentakt mit beiden Wagenklassen verdichtet wurde. Ab 1987 war statt dem TEE entsprechend der, damals neu eingeführte, EuroCity in den nationalen deutschen Taktfahrplan integriert. Auch der 1991 eingeführte Intercity-Express (ICE) war von Beginn an Teil dieses Systems. 
Im Nahverkehr wiederum wies die 1984 eingeführte neue Zuggattung City-Bahn (CB), die zuerst nur auf der Verbindung Köln–Meinerzhagen verkehrte, den Taktfahrplan dann schon als prinzipielles Markenzeichen auf. Das diesbezügliche Werbemotto lautete „City-Bahn – Ohne Stau im Stundentakt“. 1987 folgte mit der modernisierten Chiemgaubahn und der im gleichen Jahr neu eingeführten Zuggattung Regionalbahn (RB) erstmals nach vielen Jahrzehnten auch wieder eine Bahnstrecke abseits eines Ballungsgebiets. Weitere damals neu eingeführte Zuggattungen mit dem Qualitätsmerkmal Taktverkehr waren, ebenfalls ab 1987, die Regionalschnellbahn (RSB) und ab 1988 der Interregio (IR). Um 1990 verkehrten darüber hinaus auch Schnellzüge (D) teilweise schon im Taktfahrplan, hierbei handelte es sich um IR-Vorläuferverkehre, für die noch nicht ausreichend modernisierte Wagen zur Verfügung standen. 
Später gingen die ersten Initiativen zur Einführung eines Integralen Taktfahrplans von den Bundesländern Bayern, Baden-Württemberg und Rheinland-Pfalz aus. Anfang der 1990er Jahre beauftragten das Bundesverkehrsministerium, das Deutsche Verkehrsforum und die Deutsche Bundesbahn gemeinsam Studien zur Realisierbarkeit eines ITF in Südwestdeutschland. Aufgrund der Größe des Regionalverkehrsnetzes der damaligen Bundesbahn und des damit verbundenen Planungsumfangs sollte das Konzept zunächst in einem Teilraum eingeführt werden. Ballungsräume sollten dabei ausgeklammert werden, da dort der Nahverkehr zuvor bereits modernisiert und rationalisiert worden war. Der Südwesten wurde ausgewählt, nachdem die betroffenen Bundesländer Bayern, Baden-Württemberg und Rheinland-Pfalz die Planungen entscheidend unterstützt und mitfinanziert hatten.
Das Pilotprojekt wurde als Integraler Taktfahrplan Süd-West bezeichnet. Es betrachtete nicht nur den Fahrplan, sondern bezog auch andere Attraktivitätsmerkmale wie Bedienungszeiten, Fahrzeuge und Bahnhöfe mit ein und gab Anregungen für Reaktivierungen. Daneben wurde mit Einführung des ICE-Verkehrs von und nach Hamburg 1991 der regionale Schienenpersonenverkehr in Schleswig-Holstein um die Taktknoten Husum und Lübeck herum neu geordnet. Das erste System in Deutschland, das als Integraler Taktfahrplan bezeichnet wurde, war der 1993 eingeführte Allgäu-Schwaben-Takt. Die damit verbundene Angebotsmehrung noch vor der Bahnreform führte für das Bundesland Bayern in der Folge zu einem höheren Anteil an den sogenannten Regionalisierungsmitteln, da der Stichtag für deren Bemessung die Zahl der Zugkilometer vor der Bahnreform zum Jahreswechsel 1993/1994 war.
1993 gab das Land Thüringen eine Studie zur landesweiten Einführung eines ITF in Auftrag. 1995 führte Thüringen Vorstufen eines ITF ein, 1995 und 1997 folgten ITF-Vorstufen auf dem Gebiet des Rhein-Main-Verkehrsverbunds, 1996 Mecklenburg-Vorpommern und Sachsen-Anhalt sowie 1998 Nordrhein-Westfalen. Die meisten übrigen Bundesländer folgten mit Vorstufen und konzeptionellen Planungen bis 2001. Auf regionaler Ebene werden in Verkehrsverbünden häufig Taktfahrpläne mit einem Grundtakt von 20 oder 30 Minuten angeboten, der durch Linienüberlagerung auf zehn oder fünf beziehungsweise fünfzehn oder siebeneinhalb Minuten verdichtet wird. In einigen Bereichen erfolgte auch eine Einbeziehung des regionalen Busverkehrs, so beispielsweise beim RegioTakt in Nordrhein-Westfalen und in Teilbereichen Niedersachsens.

### Österreich

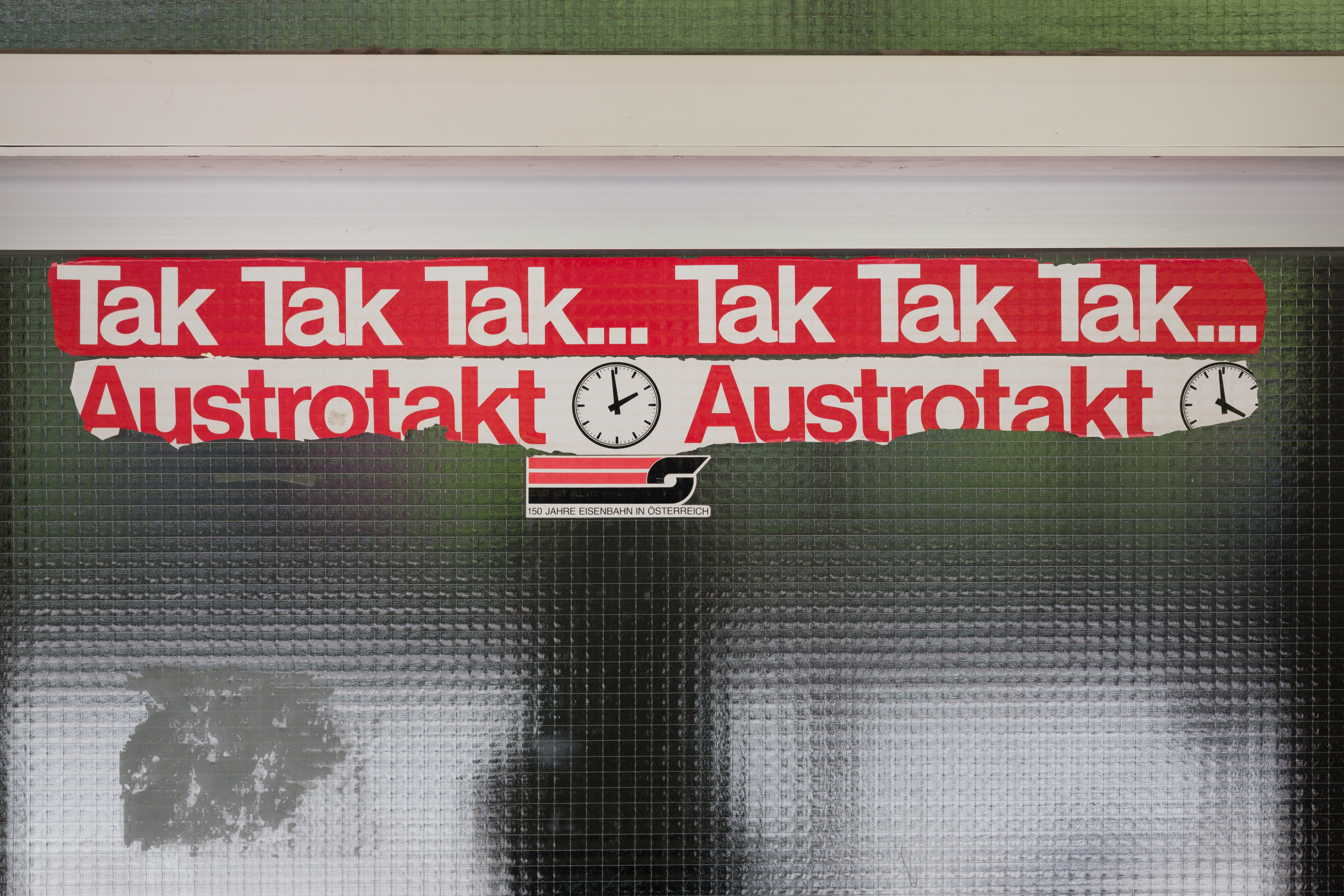
ÖBB-Reklame für den Austrotakt von 1982 im Bahnhof Bad Hofgastein

In Österreich fuhren bereits in der Zwischenkriegszeit die 1925 eröffnete kommunale Wiener Elektrische Stadtbahn sowie der 1927 eingerichtete Purkersdorfer Pendler der Österreichischen Bundesbahnen (ÖBB) auf der Westbahn im Taktfahrplan. 1962 folgte die Wiener Schnellbahn, 1975 ein Zwei-Stunden-Takt im Fernverkehr zwischen Wien und Salzburg, 1976 die Relation Wien–Graz und 1978 die Relation Wien–Villach. Ab 1981 trennte die Staatsbahn schließlich die Züge Wien–Graz und Wien–Villach, woraus sich ein Stundentakt zwischen der Hauptstadt und Bruck an der Mur ergab. Durch die Inbetriebnahme der Rosenheimer Schleife im Jahr 1982 konnte auch zwischen Salzburg und Innsbruck ein Zwei-Stunden-Takt eingeführt werden, gleichzeitig verdichteten die ÖBB den Fahrplan zwischen Wien und Salzburg ebenfalls zu einem Stundentakt. Das neue Angebot des Jahres 1982, in das auch internationale Züge integriert waren, wurde als Austro-Takt bezeichnet.
Ein weiterer Schritt war die Einführung des Taktverkehrs zwischen Bregenz und Feldkirch im Jahr 1986, bevor schließlich ab 1991 mit dem sogenannten Neuen Austrotakt (NAT) ein landesweiter integraler Taktfahrplan im Fern- und Nahverkehr galt. Unabhängig davon fuhren auch einige Privatbahnen schon zuvor im Takt, darunter die Salzburger Lokalbahn ab 1981, die Stubaitalbahn ab 1983 und die Wiener Lokalbahn ab 1984.

### Niederlande
Auf einer Eisenbahnhauptstrecke wurde erstmals in den Niederlanden 1908 ein Taktverkehr eingeführt. Um gegenüber der Konkurrenzlinie Den Haag–Delft–Rotterdam wettbewerbsfähig zu sein, wurde auf der heute durch Randstad Rail betriebenen Hofpleinlijn Scheveningen – Den Haag – Rotterdam-Hofplein ein Taktverkehr eingeführt.
Außerhalb von Ballungszentren kam ein Taktfahrplan, wenn auch damals noch nicht so bezeichnet, erstmals netzweit bei der Niederländischen Eisenbahn zum Einsatz. Sie hatte ihr Netz in den 1920er und 1930er Jahren sukzessive umgestellt. Durch Streckenstilllegungen und Umstellung auf Busverkehr wurde dabei das Netz verkleinert. Über den Abschluss der Umstellung auf einen 30- bis 120-Minuten-Takt gibt es unterschiedliche Angaben, die die Jahre 1931, 1936 und 1939 nennen. Begünstigt wurde dies durch den starken Verkehr zwischen den Städten der Randstad, so dass hier etwa die Schweizer Fahrplankommission 1953 von einem straßenbahnähnlichen Verkehr sprach.
Die niederländische Eisenbahn führte 1970/71 unter dem Namen „Spoorslag ’70“ einen Knotenpunktfahrplan ein.

### Finnland
Zum 2. Juni 2002 wurde im finnischen Eisenbahn-Fernverkehr ein Taktfahrplan eingeführt.

## Ziele
Ziel eines Taktverkehrs ist es, die Attraktivität und Nutzungsmöglichkeiten eines Verkehrsmittels zu erhöhen beziehungsweise die gegebene Infrastruktur – beispielsweise Ausweichen auf eingleisigen Strecken – optimal auszunutzen. Der Taktfahrplan bietet dem Fahrgast den Vorteil einer besseren Merkbarkeit der Abfahrtszeiten, da diese sich meist jede Stunde zu den gleichen Minuten wiederholen. Ein gleichmäßiger Takt kann auch zu einem verbesserten Angebot in nachfrageschwachen Zeiten führen. Für Verkehrsunternehmen ist ein regelmäßig wiederholter Betriebsablauf interessant, auf den sich Fahrzeuge und Infrastruktur genau zuschneiden lassen.
Das Gegenteil eines auf feste Takte aufbauenden Fahrplanes sind Verkehrsangebote, die in unregelmäßigen Abständen durchgeführt werden. Bedarfsorientierte Fahrpläne gibt es heute in Form von Anruflinien auch als Taktverkehr, wobei der Takt ein Angebot auf meist telefonische Bestellung ist und ein tatsächlicher Taktbetrieb nicht stattfindet.

## Definition
Breusing definierte einen starren Fahrplan in der Enzyklopädie des Eisenbahnwesens des Jahres 1912 wie folgt:
| „Alle Züge verkehren hier mit annähernd gleicher Fahrgeschwindigkeit in regelmäßigen Abständen, die je nach den Anforderungen des Verkehrs größer oder kleiner bemessen werden. Es findet Anwendung bei Stadt-, Vorort- und ähnlichen Bahnen, die nur dem Personenverkehr dienen, mit dem großen Fernverkehr keine oder nur unerhebliche Anschlußverbindungen unterhalten oder, soweit dies doch der Fall, für die beiden Verkehrsarten besondere Gleise zur Verfügung stellen können. Bei der meist sehr schnellen Zugfolge braucht der Reisende sich nicht nach dem Fahrplan zu richten. Er findet jederzeit Fahrgelegenheit. Der Betrieb vollzieht sich mit großer Regelmäßigkeit und der Pünktlichkeit eines Uhrwerks.“ – Victor von Röll |

In Deutschland begann die Debatte um einen starren Fahrplan bereits 1914 und im Ersten Weltkrieg: „Seit der Mobilmachung verkehrten alle Personenzüge nach einem starren Fahrplan.“
Der Schweizer Roland Haudenschild hat in seiner Dissertation von 1980 eine historische Einordnung bzw. die Entstehung des Begriffes, ausgehend von dieser ersten amtlichen Erwähnung eines starren Fahrplans, als Vorgänger eines heute so bezeichneten Taktfahrplanes, zumindest für den deutschsprachigen Raum angestrebt.
In Deutschland definiert das Eisenbahnregulierungsgesetz Taktverkehr wie folgt:
„Vertakteter Verkehr ist ein Eisenbahnverkehrsdienst, der grundsätzlich auf demselben Weg am selben Tag mindestens viermal und höchstens in zweistündigem Abstand grundsätzlich zur gleichen Minute durchgeführt wird.“ (ERegG, § 1, Abs. 23)
Diese Definition erwähnt Taktfahrplan nicht und ist auch nicht geeignet, die historische Entwicklung übergeordnet zusammenzufassen. Sie geht auch nicht auf die Lage in der EU ein, die Taktfahrplan als Definition ihren Mitgliedsstaaten überlässt, was eine zusammenfassende Darstellung erschwert.

## Liniengebundener Taktfahrplan
Für jede einzelne Verkehrslinie kann ein eigenständiger Fahrplan erstellt werden, ohne Anschlüsse zu anderen Linien zu beachten. Es entsteht dann ein liniengebundener Fahrplan oder, wenn eine Vertaktung angewendet wird, ein liniengebundener Taktfahrplan.
Bei Verkehrsmitteln mit fester Umlaufzeit sind solche Fahrpläne schon aus Kostengründen sinnvoll, auch wenn sie nicht in ein vertaktetes Gesamtnetz eingebunden sind. Denn dadurch wird ein gleichmäßiger und damit effektiver Personal- und Fahrzeugeinsatz möglich.
Sinnvoll sind liniengebundene Fahrpläne besonders für Angebote mit hoher Taktfolge. Wenn Fahrzeuge mit gleichem Ziel dicht hintereinander folgen, sind Umsteigezeiten stets sehr kurz und auf Anschlüsse braucht bei der Fahrplangestaltung nicht geachtet oder gar im Betrieb gewartet zu werden. Bereits bei 20-Minuten-Takten ist jedoch eine Abstimmung der Fahrpläne von sich kreuzenden Linien angebracht. Dazu kann zunächst die Taktlage verschiedener Linien gegeneinander verschoben und damit die Umsteigezeit minimiert werden.
Bei Linien mit geringer Taktfrequenz besteht die Möglichkeit, andere Linien zeitlich abgestimmt heranzuführen. Wenn hierbei lediglich eine Fahrplanausrichtung auf einen anderen Verkehrsträger stattfindet, entsteht noch kein übergreifendes Verkehrssystem. Werden die Taktzeiten verschiedener Verkehrsträger und -linien jedoch aufeinander so abgestimmt, dass sich dabei ein umfassendes Netz bzw. System bildet, entstehen Rendezvous-Konzepte bzw. integrale Taktfahrpläne.

## Rendezvous-Konzepte

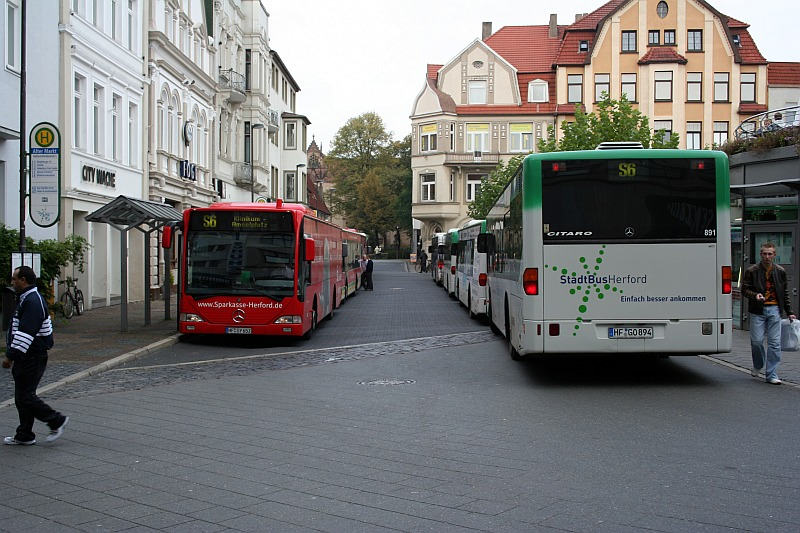
Rendezvous am Alten Markt in Herford

Die Bündelung von Linien an einem zentralen Umsteigepunkt (oft ein Busbahnhof) und die Einrichtung eines Rendezvous-Konzeptes, bei dem alle Linien gleichzeitig eintreffen und kurz darauf gemeinsam wieder abfahren, ist eine moderne Möglichkeit der Linienverknüpfung. Dabei wird auf verspätete Fahrzeuge gewartet. Ziel ist es, die Anschlusszeiten in alle Richtungen auf wenige Minuten zu verkürzen, wobei als Grundlage häufig fünf Minuten Übergangszeit angenommen werden. Im Betrieb verlängert sich dieser Zeitraum jedoch oft durch früher eintreffende bzw. verspätete Fahrzeuge, hohes Fahrgastaufkommen (z. B. im Schülerverkehr) oder Rücksichtnahme auf mobilitätseingeschränkte Fahrgäste. Durch die Wartezeiten an solchen Umsteigeknoten kann die Attraktivität von durchgehenden Linien verloren gehen.
Beispiele für solche Systeme finden sich besonders bei Nachtnetzen (auch mit Straßen- oder Stadtbahnen, z. B. „Nachtsternverkehr“ in Hannover) und modernen Stadtbusnetzen in mittelgroßen Städten. Die Vernetzung mit kurzen Anschlüssen ist auf innerstädtische Verkehrsträger beschränkt, Regionalbusse oder der Zugverkehr am Bahnhof werden nicht einbezogen oder beschränken sich auf einzelne in innerstädtische Verkehre integrierte Angebote (beispielsweise in ein Stadtbusnetz integrierte Regionalbusse). Solche Konzepte benötigen speziell ausgebaute zentrale Umsteigehaltestellen, weil diese zur gleichen Zeit von vielen Fahrzeugen bedient werden. Besonders in engen Innenstadtbereichen kann der hohe Platzbedarf ein Grund sein, andere Konzepte anzustreben.

## Integraler Taktfahrplan (ITF)
Als Integraler Taktfahrplan (ITF) wird ein Konzept verstanden, bei dem die Taktfahrpläne einzelner Linien über eine systematische Koordination in Knotenbahnhöfen zu einem netzweiten, vertakteten Angebotssystem verknüpft werden. Durch geeignete Betriebskonzepte wird bei regelmäßigen Angeboten des öffentlichen Verkehrs ein höherer Grad an Netzverknüpfung erreicht.
Der ITF gilt damit nicht nur auf einer einzelnen Linie (auf einer gewissen Strecke = „Kante“) oder einem Umsteigepunkt (= „Knoten“), sondern für die gesamte Fläche (bzw. Netz = durch Kanten verknüpfte Knoten). Das Hauptmerkmal eines Integralen Taktfahrplans ist, dass es mehr als einen zentralen Umsteigepunkt gibt, er ist die Ausdehnung des Rendezvous-Konzepts auf möglichst viele Umsteigepunkte.
Bei einem idealen ITF werden die Taktfahrpläne von Linien zu einem abgestimmten, vertakteten Gesamtfahrplan koordiniert, wobei eine Verknüpfung von Linien in Richtung und Gegenrichtung in ausgewählten Knoten (ITF-Knoten) mit dem Ziel erfolgt, die Zahl optimaler Anschlüsse zu maximieren. Kann dieses Ideal unter Praxisbedingungen nur mit Einschränkungen erfolgen, spricht man von einem Integralen Taktfahrplan im erweiterten Sinne. Dabei werden beispielsweise Verknüpfungen von einigen Linien zu anderen Linien an bestimmten Verknüpfungspunkten unterlassen, ein abweichender Takt für einzelne Linien angeboten oder das Linienangebot zu bestimmten Betriebszeiten ausgedünnt oder verstärkt. Von einem Integralen Taktfahrplan im erweiterten Sinne wird gesprochen, wenn die Einführung eines ITF mit Maßnahmen zur Steigerung der Attraktivität im Personennahverkehr einhergeht, beispielsweise Angebotsverbesserungen, modernen Fahrzeugen und Zugangsstellen.

### Bedingungen
Um einen Integralen Taktfahrplan realisieren zu können, müssen die Reisezeiten zwischen zwei Knoten, die Kantenzeiten, dem ganzzahligen Vielfachen der halben Taktzeit entsprechen. Dies bedeutet, dass im Stundentakt zwischen zwei Knoten die Reisezeit (inkl. jeweils der halben Haltezeit an den beiden Knoten) exakt 30, 60, 90 … Minuten betragen muss. Die reine Fahrzeit zwischen zwei ITF-Knoten muss dazu knapp unter diesem Wert liegen, da auch die Haltezeit in den Knoten sowie die notwendigen Übergangszeiten zum Umsteigen eingeplant werden müssen. So besteht bei einem Stundentakt und einer reinen Reisezeit von 58 Minuten eine Umsteigezeit von 2 Minuten zu einer Linie, deren Fahrzeit ebenfalls 58 Minuten zum nächsten Knoten beträgt. Im Falle einer reinen Reisezeit von 40 Minuten besteht entsprechend eine Umsteigezeit von 20 Minuten.
Die Reisezeit innerhalb einer Masche eines ITF-Netzes muss dem ganzzahligen Vielfachen der Taktzeit entsprechen. Ein Netz mit drei Knoten kann somit keinen ITF bilden, wenn jede der drei Reisezeiten zwischen den Knoten die halbe Taktzeit beträgt. In diesem Fall erreicht man den Ausgangspunkt in 1,5 Taktperioden. Betragen dagegen zwei der Reisezeiten die halbe und eine Reisezeit die ganze Taktzeit, so erreicht man den Ausgangspunkt in 2,0 Taktperioden und somit erneut den ITF-Knoten.

### Entstehung Integraler Taktfahrpläne

Netz mit Integralem Taktverkehr mit den Knotenzeiten 00 und 30

#### Verkehrstechnische und politisch-wirtschaftliche Vorgaben
Folgende Fragen stehen am Beginn einer Fahrplangestaltung:
- Welche Linie hat den größten Vorrang?
- Welche Linie soll die kürzeste Aufenthaltszeit im Bahnhof haben?
- Welche Bedienungen müssen gewährleistet werden (politische Restriktionen)?
- Von welchem Startpunkt (Bahnhof) soll der Fahrplan gerechnet werden?

So braucht man beispielsweise vom Zug aus Zürich in Bern keinen Anschluss an den Gegenzug nach Zürich zu haben. Ein Zug von Emden braucht in Bremen keinen Anschluss an einen Regionalzug nach Osnabrück zu haben, wenn vorher in Oldenburg ein direkter Anschluss dorthin besteht. Hierbei werden allerdings Anschlüsse zu Zwischenhalten z. B. Diepholz vernachlässigt (im Fahrplan 2007/08 hat daher die Umsteigeverbindung Emden–Diepholz eine Wartezeit von 61 Minuten in Bremen – der vorherige Anschluss wird verpasst).
Die Aufenthaltszeit der Fernzüge sollte möglichst kurz sein, allerdings müssen die Umsteigezeiten zwischen diesen Zügen, wenn der Übergang gewollt ist, ausreichend sein. Auf die Fahrplanstabilität wirkt sich auch aus, welche Verspätungen abgewartet werden sollen (Wartezeitvorschrift). Eingleisige Abschnitte und die dadurch vorgegebenen Zugkreuzungsmöglichkeiten beeinflussen den Fahrplan in besonderem Maße. Deshalb sind durchgehend zweigleisige Strecken viel einfacher zu vertakten.

#### Taktknoten

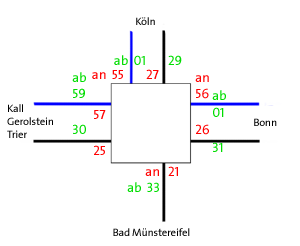
Knoten eines ITF am Beispiel Euskirchen:
Anschlüsse in alle Richtungen jeweils kurz vor der halben (schwarz) und vollen (blau) Stunde

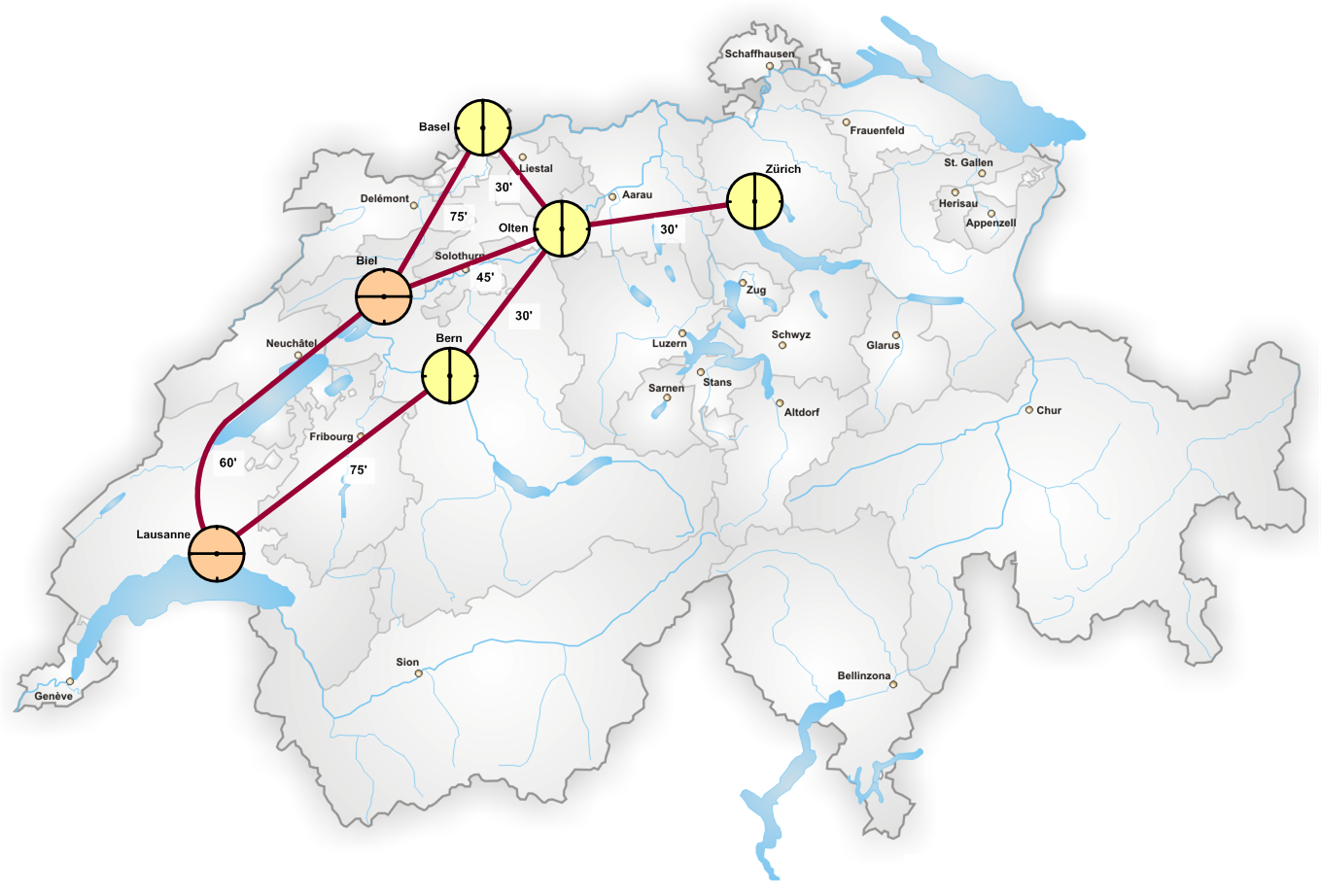
Knotensystem Bahn 2000 in der Schweiz (1. Etappe)
gelb: Vollknoten (00'/30')
orange: Vollknoten (15',45')

Gesichtspunkte der Verfügbarkeit sind neben einer leichten Merkbarkeit der Fahrzeiten optimierte Anschlüsse. Kennzeichen eines Integralen Taktfahrplans ist, dass an den Netzknoten (Taktknoten) günstige Umsteigeanschlüsse zwischen möglichst vielen kreuzenden Linien bestehen.
Ein Taktknoten ist ein Bahnhof, in dem zeitnah eine Umsteigemöglichkeit auf andere Taktzüge besteht. Man unterscheidet zwischen Vollknoten, in denen Züge paarweise untereinander korrespondierenden Anschluss gewähren, und Halbknoten, wo dies nur mit Einschränkung gilt.
- Vollknoten sind meist Großstädte mit einem zentralen Bahnhof (Hauptbahnhof), wo sich mehrere Linien gleichzeitig treffen. Die Anzahl der Züge, die in einen Vollknoten integriert werden können, wird allem dort durch die Mindestzugfolgezeit auf den Zulaufstrecken und durch die maximale Anzahl belegbarer Gleise begrenzt. Verkehrsminuten und Reihenfolgen bestimmen sich dann aus den Fahrzeiten zu benachbarten wichtigen Knoten. Auch die Umsteigezeiten sind je Knoten gesondert zu beachten und möglichst zu verkürzen (Umsteigen am selben Bahnsteig). Vollknotenbahnhöfe in der Schweiz sind unter anderem Bern, Zürich HB und Basel SBB, in Deutschland Münster und früher auch München.
- Halbknoten sind Bahnhöfe, in denen nur ein Teil der Züge untereinander Anschluss haben. Meist folgt dies aus fahrzeitlichen Gründen, bezogen auf unterschiedlich weit entfernte Voll- und andere Halbknoten.

Die Kreuzungspunkte einer eingleisigen Bahnstrecke sind durch die vorhandenen Ausweichstellen vorgegeben. Bei mehrgleisigen Strecken können Kreuzungs- bzw. Knotenpunkte willkürlich eingerichtet werden. Durch die Festlegung eines Knotens sind jedoch alle Kreuzungen (Symmetriepunkte) eines Zuglaufweges festgelegt. Änderungen dieser Punkte können nur durch eine Änderung der Fahrzeit erfolgen, zum Beispiel durch das Auslassen bzw. zusätzliche Bedienen von Stationen oder durch zusätzliche Wartezeiten.
Nur eine einheitliche Symmetrieminute aller sich an einem Umsteigeknoten kreuzenden Linien ergeben gleiche Umsteigezeiten in beiden Fahrtrichtungen. Dies ist eine Voraussetzung für eine hohe Akzeptanz von Umsteigeverbindungen bei den Fahrgästen. Kurze Umsteigezeiten sind jedoch nur möglich, wenn ein Umsteigepunkt gleichzeitig Symmetrieknoten einer Strecke ist.
Zur Verbesserung der Anschlusszeiten können die Kreuzungspunkte der jeweiligen Linien verschoben werden, bei eingleisigen Strecken ist das jedoch oft nicht möglich. Eine andere Möglichkeit ist die Berücksichtigung zeitlich unterschiedlicher Fahrgastströme. Durch Taktverschiebungen an Morgen- bzw. Nachmittagsstoßzeiten können genau bestimmte Anschlüsse auf Kosten anderer Relationen verbessert werden. Diese Vorgehensweise erfordert eine Betrachtung des jeweiligen Verkehrsnetzes als System mit mehreren Abhängigkeiten.
| Fahrplanauszug 2012/13            |    |                     |    |      |
| 8:06                              | ab | Bremen Hbf          | an | 9:50 |
| 9:20                              | an | Osnabrück Hbf       | ab | 8:38 |
| 9:19                              | ab | Osnabrück Hbf       | an | 8:39 |
| 9:55                              | an | Münster (Westf) Hbf | ab | 8:03 |
| Die Züge verkehren im Stundentakt |    |                     |    |      |

In der Praxis werden in Deutschland Knotenpunkte von Nahverkehrslinien regional festgelegt. Als Beispiel hat eine Bahnlinie von Osnabrück nach Bremen ihren Hauptknoten im Bremer Hauptbahnhof, eine Linie Osnabrück–Düsseldorf in Münster Hbf (als Teil des NRW-Taktes). Da die Fahrzeiten (36 bzw. 73 Minuten) dieser beiden Linien einen gleichzeitigen Symmetrieknoten in Osnabrück nicht zulassen, trifft dort der RE aus Bremen eine Minute nach der planmäßigen Abfahrt der Regionalbahn nach Münster ein. Dies war ein Extrembeispiel für einen Anschlussverlust aufgrund ungünstiger Fahrtzeiten (nicht auf den ITF abgestimmter Infrastruktur), aber auch für mangelnde Abstimmung zwischen Fahrplänen unterschiedlicher Bundesländer. Die Frequenz zwischen Osnabrück und Münster wurde ab Dezember 2019 durch Verlängung des Rhein-Haard-Expresses und mit Linie RB 66 der Eurobahn auf einen Halbstundentakt verdichtet, so dass das dargestellte Anschlussproblem nicht mehr gegeben ist.
Im Stadtverkehr spricht man statt von einem Taktknoten auch von einem Rendezvous-Anschluss, Rundumanschluss, Sammelanschluss oder Zentralanschluss. Lokale Bezeichnungen sind beispielsweise Postplatztreffen bei der Straßenbahn Dresden, Zentrale Bus-Umsteigestelle (ZUM) beim Stadtbus Kempten oder Zentraler Umsteige-Punkt (ZUP) beim Stadtbus Lindau.

#### Symmetrieminute
In einem Integralen Taktfahrplan gilt global für alle beteiligten Linien eine feste Symmetriezeit. Der Einfachheit halber geht man in der Theorie meist von der Minute :00 (Nullsymmetrie) aus. In der Praxis liegt die Symmetrieminute jedoch im deutschsprachigen Raum und teilweise auch in anderen europäischen Ländern aufgrund einer internationalen Vereinbarung 1,5 Minuten vor :00. Damit wird in den Knoten eine Abfahrt zur halben oder vollen Stunde angestrebt. In Deutschland lag sie bei Einführung des Stundentaktes im Intercity-Netz 1979 zunächst bei der Minute :57, wurde später jedoch auf der Mehrzahl der Strecken auf 58,5 geändert. Die Schweiz übernahm 1982 zunächst die deutsche „Symmetrieachse“, änderte sie später jedoch ebenfalls. Von Anfang an bestand bei grenzüberschreitenden Zugläufen das Problem, dass die Symmetriezeiten benachbarter Länder nicht immer übereinstimmten. Insbesondere hatten die Niederlande, die als erste einen umfassenden Taktfahrplan eingeführt hatten, bis Dezember 2006 eine Symmetrieminute zu den Viertelstunden.

#### Mathematische Grundlagen
Einem fahrenden Zug einer Linie begegnen die anderen Züge derselben Linie in doppelter Taktfrequenz, z. B. kreuzen sich bei einem je Richtung stündlichen Taktverkehr die Züge entlang der Strecke alle halbe Stunde. Entsprechende Möglichkeiten bestehen zur Einrichtung eines Integralen Umsteigeknotens. In der Realität ist dies aber nicht immer umzusetzen, da meistens zu viele zu verknüpfende Linien beteiligt sind. In der Praxis werden zuerst die Vollknoten berechnet, wobei zuerst die Fernzüge einen akzeptablen Takt bekommen und dann die Nahverkehrszüge darauf ausgerichtet werden. (Auch wenn eine der Linien nur zweistündlich fährt, bestehen hier in der Regel optimale Anschlüsse.) Die Halbknoten liegen dann an kleineren, benachbarten Umsteigebahnhöfen.

### Integration des öffentlichen Straßenverkehrs
Die Umsetzung aufeinander bezogener Fahrpläne bei Straßenbahn- und Buslinien gestaltet sich sehr viel schwieriger, weil die Intensität des die Straße mitnutzenden Individualverkehrs schwankt. Dennoch gibt es erfolgreiche Beispiele für einen Integralen Taktfahrplan im Regionalbusverkehr, z. B. auf Rügen, und im städtischen Bereich. Ein merkbarer Fahrplan und Anschlüsse sind wünschenswert, was nicht immer miteinander in Einklang zu bringen ist. Zur Abhilfe gerade in größeren Städten dienen Beschleunigungsmaßnahmen wie Busspuren oder unabhängige Gleiskörper bei der Straßenbahn (auch durch Busse nutzbar).
Einfacher zu realisieren ist die Heranführung von Bahnfahrgästen aus dem innerstädtischen Nahverkehr an einen zentralen Bahnhof (bzw. die Abholung vom Bahnhof). Hierbei sind nur die Anschlusszeiten vom Zug zum Straßenpersonenverkehr zu optimieren; es entsteht also kein Integraler Fahrplan, der alle Verkehrsbeziehungen berücksichtigt. Gute Voraussetzungen bieten hierfür zentrale Haltestellen (z. B. Busbahnhöfe) in unmittelbarer Bahnhofsnähe, eine schwierigere Situation besteht in Städten mit einem wichtigen Umsteigeknoten im Innenstadtbereich, wo der Bahnhof zum zweiten Umsteigeknoten wird. Die Fahrpläne müssen sich auch in diesem Fall an Ankunfts-, Abfahrts- und Taktzeiten des Zugverkehrs orientieren.
In der Schweiz verkehren nach dem Prinzip des allgemeinen Taktverkehrs auch Postautos sowie der Ortsverkehr (Tram, Bus) flächendeckend im Takt.

### Umsetzungen
Die SBB (Schweizerische Bundesbahnen) haben durch Baumaßnahmen die Fahrzeiten zwischen den Knotenpunkten so angepasst, dass sie beim Halbstundentakt jeweils eine halbe bzw. eine volle Taktzeit betragen. Dadurch kreuzen sich die Bahnen zu jeder halben bzw. vollen Stunde in einem Knoten und es ergeben sich optimale Umsteigeverbindungen. Auf den meisten Linien herrscht nun ein 30-Minuten-Takt. Allerdings besteht auf eingleisigen Strecken zum Teil nur im Publikumsfahrplan ein reiner 60-60-Minuten-Takt. In den betrieblichen Fahrplänen dagegen wird mitunter ein 58-62-Minuten-Takt realisiert, wenn manche Kreuzungen nur asymmetrisch ausgeführt werden können.
In Deutschland ist die Einführung eines deutschlandweit gültigen integralen Taktfahrplan unter dem Namen Deutschlandtakt geplant.

## Verzicht auf einen Taktfahrplan
Die französische Staatsbahn (SNCF) richtet ihren Fahrplan im Fernverkehr vor allem auf die Lastrichtungen und Fahrgastströme aus. So verkehren freitagabends viele Züge von Paris in die Regionen, sonntagabends umgekehrt viele Züge nach Paris. Dafür werden manche zweigleisigen Strecken im Gleiswechselbetrieb betrieben, so dass auf beiden Gleisen die Züge zeitgleich in die gleiche Richtung verkehren, um die Zugdichte in diese Richtung zu erhöhen. Diese Kanalisierung (französisch canaliser, ‚in eine bestimmte Richtung lenken‘) hat den Nachteil, dass keine Züge in Gegenrichtung möglich sind; im Vorortsbereich von Paris kann dieser betriebliche Nachteil aufgrund dritter und vierter Gleise jedoch leichter behoben werden. Doch Frankreich ist schrittweise auf dem Weg zu einem netzweiten Taktfahrplan: Allein zum Fahrplanwechsel am 11. Dezember 2011 wurde der Anteil der Takttrassen im nationalen Eisenbahnnetz der damaligen Betriebsgesellschaft RFF von insgesamt 8 % auf 16 % verdoppelt. Hierbei ist allerdings anzumerken, dass auch diese Züge in der Regel mit unterschiedlichen Enddestinationen verkehren, denn die SNCF versucht, im Fernverkehr täglich eine umsteigefreie Verbindung zwischen den verschiedenen regionalen Zentren anzubieten.
Bei der italienischen Staatsbahn (FS) gibt es auf den meisten Strecken tagsüber ein sogenanntes Wartungsfenster; während dieser Zeit dürfen keine Züge über einen bestimmten Streckenabschnitt fahren, um Zeit für Wartungsarbeiten zu gewähren. Gleichwohl sind einige Fern- und Regionalstrecken schon vertaktet, insbesondere im S-Bahnverkehr großer Städte und generell in Norditalien.

## Kritik
- Betriebsstörungen können sich in einem stark vertakteten Fahrplan aufschaukeln. Dem kann durch geeignete Vorsorge wie der Bereitstellung von Dispozügen entgegengewirkt werden.[41]
- Nach dem landesweiten Stromausfall vom 22. Juni 2005 wurde in der Schweiz die Frage aufgeworfen, ob der mit landesüblicher Präzision gefahrene Taktfahrplan nicht zu periodischen Modulationen von Stromverbrauch und -erzeugung (durch bremsende oder talwärts fahrende Züge) führt, die sich nicht mehr stochastisch ausgleichen und daher erhöhte Leistungsreserven erfordern. Diese Theorie wurde jedoch später widerlegt.[42]